# Prinz Eitel Friedrich (Schiff, 1904)
Die Prinz Eitel Friedrich war ein Reichspostdampfer des Norddeutschen Lloyd für den Ostasien-Dienst, der als Hilfskreuzer im Ersten Weltkrieg 1914/15 Handelskrieg führte. Ihr Namensgeber war Eitel Friedrich von Preußen, der zweite Sohn des deutschen Kaisers Wilhelm II.

## Zivile Nutzung
Der Zweischornsteiner war eine verlängerte Ausführung der Feldherren-Klasse mit um 50 % erhöhter Passagierkapazität. Am 13. Oktober 1904 trat er seine Jungfernreise nach Ostasien an. Er wurde nur auf dieser Linie eingesetzt.
Auf der Heimreise von Japan wurde die Prinz Eitel Friedrich am 1. August 1914 in Shanghai nach Tsingtau beordert und dort zum Hilfskreuzer umgerüstet.
Gemäß Artikel 17 des Reichspostdampfervertrages konnte die Reichsregierung im Falle einer Mobilmachung die Reichspostdampfer in Anspruch nehmen. Gemäß Artikel 13 des Vertrages waren beim Bau Anforderungen der Reichsmarineverwaltung berücksichtigt worden. Die Decksmannschaft und das Maschinenpersonal aller Reichspostdampfer hatte gemäß Artikel 31 des Vertrages aus Angehörigen des Beurlaubtenstandes der kaiserlichen Marine oder solchen Personen zu bestehen, die sich schriftlich verpflichteten, im Falle einer Mobilmachung als Kriegsfreiwillige in den Dienst der Marine zu treten.

## Hilfskreuzer
In der Werft in Tsingtau erhielt das Schiff die vier 10,5-cm-Schnellladekanonen der Kanonenboote Tiger und Luchs, die abgerüstet wurden, sowie sechs 8,8-cm-Geschütze. Mit Teilen der Besatzung der Kanonenboote lief die Prinz Eitel Friedrich unter dem bisherigen Kommandanten der Luchs, Korvettenkapitän Max Thierichens (* 1874), zusammen mit dem Kleinen Kreuzer Emden am 6. August aus und erreicht am 12. die Marianeninsel Pagan, wo das Ostasiengeschwader unter Vizeadmiral Graf Spee mit einer Reihe von Trossschiffen ankerte. Bis zum 30. August führte die Prinz Eitel Friedrich den Tross des Geschwaders über Eniwetok nach Majuro, Marshallinseln, um dann mit der Cormoran, einer zum Hilfskreuzer ausgerüsteten Prise der Emden, zum Kreuzerkrieg entlassen zu werden, nachdem sie aus dem Dampfer Mark des NDL ihre Kohlenvorräte ergänzt hatten. Am 15. September trennten sich die Hilfskreuzer. Die Prinz Eitel Friedrich lief nach Angaur, Palauinseln, um von den dort lagernden 2000 t Kohlen so viel wie möglich an Bord zu nehmen. Die Cormoran erschien nicht am vereinbarten Treffpunkt. Am 28. September erfuhr Thierichens in Alexishafen, Neuguinea, dass die deutsche Kolonie weitgehend besetzt war und die Cormoran den bewachenden britischen Kriegsschiffen entkommen sei.
Ohne ein feindliches Schiff zu finden, zwang der Kohlenmangel die Cormoran schließlich Guam anzulaufen, wo die Besatzung beim Kriegseintritt der USA das Schiff selbst versenkte.
Da auch die Prinz Eitel Friedrich keine feindlichen Schiffe entdeckt hatte und noch für fünf Wochen Kohlen hatte, entschloss sich der Kommandant, nach Südamerika zu laufen, um wieder Anschluss an das Ostasiengeschwader zu finden. Nach ersten Funkkontakten traf die Prinz Eitel Friedrich bei Más a Tierra mit dem Geschwader zusammen. Er sollte nach Valparaíso laufen, sich selbst innerhalb der erlaubten 24 Stunden versorgen und das Einlaufen der Kreuzer vorbereiten. Während des erfolgreichen Seegefechtes bei Coronel am 1. November 1914 war der Hilfskreuzer wieder in See und traf danach mit dem Geschwader nochmals am alten Ankerplatz (8.–15. November) zusammen.

### Handelskrieg
Nach Löschung zurückgelassener Prisen ging die Prinz Eitel Friedrich am 29. November 1914 allein in See und stellte am 5. Dezember ihre erste Beute mit dem britischen Dampfer Charcas (5067 BRT) auf der Höhe von Corral. Die Besatzung wurde in Papudo nahe Valparaíso an Land gesetzt. Bei knapper werdenden Kohlen traf der Hilfskreuzer am 10. Dezember auf die französische Bark Jean (2207 BRT) mit 3500 t Kohle. Da eine Übernahme auf See unmöglich erschien, wurde der Segler in Schlepp genommen, um ihn bei der 1600 sm entfernten Osterinsel zu leeren. Auf dem Weg wurde noch die britische Bark Kidalton (1784 BRT) versenkt. Am 23. Dezember erreichte die Prinz Eitel Friedrich die Osterinsel. Nach der Schlachtung von 50 halbwilden Ochsen und der Leerung und Versenkung der Jean ging der Hilfskreuzer am 31. Dezember 1914 wieder in See zur Fahrt um das Kap Hoorn in den Atlantik. Die Besatzungen der beiden Segler blieben freiwillig zurück. Erst am 26. Januar 1915 erbeutete die Prinz Eitel Friedrich im Südatlantik die russische Bark Isabela Browne (1315 BRT) mit einer Salpeterladung und am folgenden Tag zwei mit Weizen beladene Segelschiffe auf dem Weg nach Großbritannien. Es folgten erst die französische Bark Pierre Loti (2196 BRT) und kurz darauf die William P. Frye (3605 BRT). Diese war das erste US-amerikanische Schiff, das im Weltkrieg versenkt wurde. Es sollten gleichzeitig 38 weitere Getreideschiffe nach Großbritannien unterwegs sein. Am folgenden Tag konnte die mit Gerste beladene französische Bark Jacobsen (2195 BRT) aufgebracht werden. Der nächste Erfolg stellte sich erst am 12. Februar mit der Bark Invercoe (1421 BRT), die Weizen geladen hatte, ein. Am 18. wurde der britische Dampfer Mary Ada Short (3605 BRT) mit einer Maisladung und am 19. der französische Dampfer Floride (6629 BRT) mit 86 Passagieren und am 20. der in Ballast zum La Plata laufende Dampfer Willerby (3630 BRT) aufgebracht. Alle Schiffe wurden nach Übernahme der Besatzungen, Passagiere und der Vorräte sofort versenkt. Mit schwindenden Kohlenvorräten, starken Abnutzungen der Maschinen, über 350 Gefangenen an Bord und Wassermangel entschloss sich der Kommandant zum Anlaufen der USA, um das Schiff nicht in die Hände der Gegner fallen zu lassen.
Die Prinz Eitel Friedrich brachte elf Handelsschiffe (33.424 BRT) auf und versenkte sie. Nach einer Dampfstrecke von 30.000 sm lief das Schiff am 11. März 1915 in Newport News im US-Bundesstaat Virginia ein, um sich internieren zu lassen.
Am 10. April traf dort auch der ebenfalls als Hilfskreuzer eingesetzte NDL-Schnelldampfer Kronprinz Wilhelm ein.

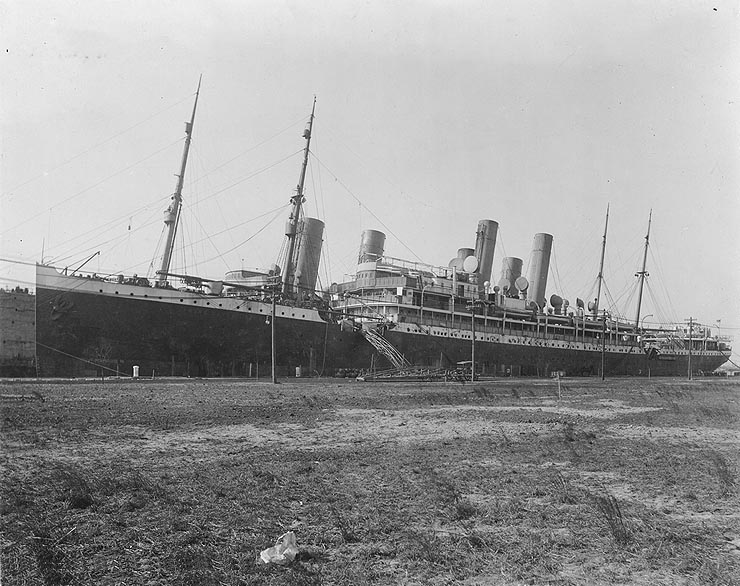
Prinz Eitel Friedrich interniert im Philadelphia Navy Yard, 28. März 1917 (dahinter Kronprinz Wilhelm)

| Nr. | Datum      | Name           | Type     | Nationalität | Tonnage (BRT) |
| --- | ---------- | -------------- | -------- | ------------ | ------------- |
| 1   | 05.12.1914 | Charcas        | Frachter | Britisch     | 5,067         |
| 2   | 11.12.1914 | Jean           | Segler   | Französisch  | 2,207         |
| 3   | 12.12.1914 | Kidalton       | Segler   | Britisch     | 1,784         |
| 4   | 26.01.1915 | Isabel Browne  | Segler   | Russisch     | 1,315         |
| 5   | 27.01.1915 | Pierre Loti    | Segler   | Französisch  | 2,196         |
| 6   | 27.01.1915 | William P Frye | Segler   | USA          | 3,374         |
| 7   | 28.01.1915 | Jacobsen       | Segler   | Französisch  | 2,195         |
| 8   | 12.02.1915 | Invercoe       | Segler   | Britisch     | 1,421         |
| 9   | 18.02.1915 | Mary Ada Short | Segler   | Britisch     | 3,605         |
| 10  | 19.02.1915 | Floride        | Frachter | Französisch  | 6,629         |
| 11  | 20.02.1915 | Willerby       | Frachter | Britisch     | 3,630         |

## US-Einsätze

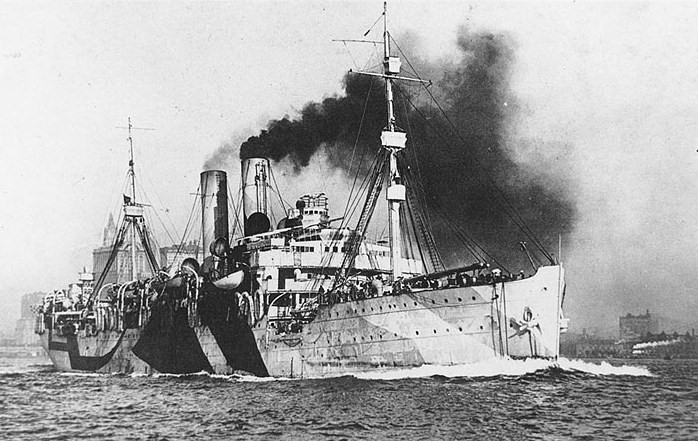
Im Einsatz als USS DeKalb, 1918

Ab dem 25. März 1917 begannen die Besatzungen beider Schiffe in Erwartung des Kriegseintritt der USA, die Einheiten durch Beschädigung der Maschinen und die Demontage der Schiffsgeschütze gefechtsunfähig zu machen. Bei Kriegseintritt der USA 1917 wurde die Prinz Eitel Friedrich beschlagnahmt und dem US Shipping Board übereignet, der sie als Truppentransporter unter dem Namen USS DeKalb (Kennung: ID-3010)' einsetzte. In den ersten Monaten nach dem Kriegseintritt der USA war sie im Rahmen der US-Truppentransporte im 1. Weltkrieg essentiell für die Verschiffung von Einheiten des United States Marine Corps. Ein nennenswerter Gast auf der DeKalb war Allen Melancthon Sumner, der Namensgeber für eine Zerstörerklasse im Zweiten Weltkrieg. Die Besatzung des Hilfskreuzers geriet in Kriegsgefangenschaft und wurde in einem Lager in der Nähe Chicagos inhaftiert. Sie kehrte erst nach Abschluss des Versailler Vertrags im Oktober 1919 auf dem Dampfer Prinzess Irene über Rotterdam nach Deutschland zurück. Am 14. Juni 1917 war die DeKalb Teil des Geleitzugs, der die ersten US-amerikanischen Truppen nach Frankreich brachte. In den folgenden 18 Monaten transportierte sie auf elf Reisen 11.334 Soldaten über den Atlantik nach Frankreich. Nach Abschluss des Waffenstillstands brachte sie auf acht Reisen 20.332 Soldaten wieder in die Vereinigten Staaten zurück. 1921 kam das Schiff als Mount Clay im Dienst der United American Lines in Fahrt. Am 26. Dezember 1920 lief sie erstmals aus New York nach Hamburg aus. Am 15. Oktober 1925 begann sie ihre letzte Reise von Hamburg über Queenstown (Irland) nach New York. Sie wurde dann aufgelegt und 1934 schließlich abgewrackt.